# Xã Richland, Quận Chickasaw, Iowa
Xã Richland (tiếng Anh: Richland Township) là một xã thuộc quận Chickasaw, tiểu bang Iowa, Hoa Kỳ. Năm 2010, dân số của xã này là 306 người.